# Thyrinteina phala
Thyrinteina phala là một loài bướm đêm trong họ Geometridae.